# Monroe Township (Gloucester County, New Jersey)
Monroe Township ist ein Township im Gloucester County von New Jersey in den Vereinigten Staaten. Das U.S. Census Bureau ermittelte bei der Volkszählung 2020 eine Einwohnerzahl von 37.117.

## Geschichte
Monroe Township wurde ursprünglich als Township durch ein Gesetz der Legislative von New Jersey am 3. März 1859 aus Teilen von Washington Township gebildet, als das Gebiet noch Teil von Camden County war. Monroe Township wurde am 28. Februar 1871 zusammen mit dem Großteil von Washington Township in das Gloucester County verlegt. Im Jahr 1950 wurden Teile des Townships an Winslow Township im Camden County übertragen. Das Township wurde nach Präsident James Monroe benannt.

## Demografie
Laut einer Schätzung von 2019 leben in Monroe Township 36.865 Menschen. Die Bevölkerung teilt sich im selben Jahr auf in 79,1 % Weiße, 14,6 % Afroamerikaner, 2,0 % Asiaten, 3,1 % mit zwei oder mehr Ethnizitäten. Hispanics oder Latinos aller Ethnien machten 7,1 % der Bevölkerung aus. Das mittlere Haushaltseinkommen lag bei 85.399 US-Dollar und die Armutsquote bei 5,4 %.
| Bevölkerungsentwicklung Bei den Daten handelt es sich um Volkszählungsergebnisse. | Bevölkerungsentwicklung Bei den Daten handelt es sich um Volkszählungsergebnisse. | Bevölkerungsentwicklung Bei den Daten handelt es sich um Volkszählungsergebnisse. | Bevölkerungsentwicklung Bei den Daten handelt es sich um Volkszählungsergebnisse. | Bevölkerungsentwicklung Bei den Daten handelt es sich um Volkszählungsergebnisse. | Bevölkerungsentwicklung Bei den Daten handelt es sich um Volkszählungsergebnisse. | Bevölkerungsentwicklung Bei den Daten handelt es sich um Volkszählungsergebnisse. | Bevölkerungsentwicklung Bei den Daten handelt es sich um Volkszählungsergebnisse. | Bevölkerungsentwicklung Bei den Daten handelt es sich um Volkszählungsergebnisse. | Bevölkerungsentwicklung Bei den Daten handelt es sich um Volkszählungsergebnisse. |
| --------------------------------------------------------------------------------- | --------------------------------------------------------------------------------- | --------------------------------------------------------------------------------- | --------------------------------------------------------------------------------- | --------------------------------------------------------------------------------- | --------------------------------------------------------------------------------- | --------------------------------------------------------------------------------- | --------------------------------------------------------------------------------- | --------------------------------------------------------------------------------- | --------------------------------------------------------------------------------- |
| Jahr                                                                              | 1940                                                                              | 1950                                                                              | 1960                                                                              | 1970                                                                              | 1980                                                                              | 1990                                                                              | 2000                                                                              | 2010                                                                              | 2020                                                                              |
| Einwohner                                                                         | 4.310                                                                             | 5.531                                                                             | 9.396                                                                             | 14.071                                                                            | 21.639                                                                            | 26.703                                                                            | 28.967                                                                            | 36.129                                                                            | 37.117                                                                            |